# بيتر كارتر
بيتر كارتر (بالإنجليزية: Peter Carter)‏ هو مدرب كرة المضرب أسترالي، ولد في 9 أغسطس 1964 في أديلايد في أستراليا، وتوفي في 1 أغسطس 2002 بسبب حادث مرور.

## وصلات خارجية
- بيتر كارتر على موقع رابطة محترفي التنس (الإنجليزية)
- بيتر كارتر على موقع الاتحاد الدولي لكرة المضرب (الإنجليزية)
- بيتر كارتر على موقع خلاصة التنس.كوم (الإنجليزية)